# Чобан-Чокрак (річка)
Чобан-Чокрак  (рос. овр.Чобан-Чокрак, Эгет, крим. Çoban Çoqraq, Чобан Чокъракъ) — маловодна річка (балка) в Україні у Кіровському районі Автономної Республіки Крим, на Кримському півострові. Ліва притока річки Байбуга (басейн Чорного моря).

## Опис
Довжина річки 8 км, площа басейну водозбору 12,6 км, найкоротша відстань між витоком і гирлом — 7,44 км, коефіцієнт звивистості річки — 1,08. Формується декількома безіменними струмками та загатами.

## Розташування
Бере початок на південно-західній стороні від села Видне та між хребтами Кучук-Егет (453,0 м) та Біюк-Егет (143,9 м). Тече переважно на південний схід і між селами Насипне (до 1945 року — Насипкой, крим. Nasipköy)  та Ближнє (до 1945 року — Бай-Буга, крим. Bay Buğa)  впадає в річку Байбуга.

## Цікаві факти
- Біля гирла річки розташований автошлях Р23 (автомобільний шлях регіонального значення на території України, Сімферополя — Зуя — Білогірськ — Старий Крим — Феодосія).